# Holcobius granulatus
Holcobius granulatus là một loài bọ cánh cứng thuộc họ Ptinidae.